# Bale Out
"Bale Out: RevoLucian's Christian Bale Remix!" är en satirisk dansremix av den amerikanske kompositören Lucian Piane, också känd som RevoLucian, släppt den 2 februari 2009 på YouTube och MySpace. Dagen efter att den släpptes hade videon setts över 200 000 gångar och efter tre dagar en miljon gånger. 

## Bakgrund
I juli 2008 filmade Christian Bale en scen i New Mexico för filmen Terminator Salvation tillsammans med skådespelerskan Bryce Dallas Howard Filmens fotografregissör Shane Hurlbut gick in Bales synfält och skådespelaren fortsatte att skrika obsceniteter åt Hurlbut. Bale sade att han skulle sluta filmen om Hurlbut upprepade felet. Hurlbut svarade lugnt och bad om ursäkt flera gånger. Webbplatsen TMZ.com anmälde händelsen strax efter det hände och det hela tilldrog sig ingen större uppmärksamhet förrän efter TMZ.com hade postat ljudet av Bales utbrott. Fyra dagar efter att ljudinspelningen postades till Internet dök Bale upp som gäst på Los Angeles radiostation KROQ-FM, där han frågade om ordväxlingen. Han sade att han "agerade som en punk", och att han och Hurlbut talade efter konflikten och "löst detta helt"

## Utmärkelser och nomineringar
| År   | Pris                         | Organisation                                       | Kategori                    | Resultat  |
| ---- | ---------------------------- | -------------------------------------------------- | --------------------------- | --------- |
| 2009 | Best of the Web - The Urlies | Urlesque                                           | Best Remix of the Year      | Nominated |
| 2009 | Best of Clicker Awards       | Clicker.com                                        | Latest Favorite Viral Video | Finalist  |
| 2010 | Webby Award                  | International Academy of Digital Arts and Sciences | Best Video Remixes/Mashups  | Nominated |